# Scjentologia
Treść tego artykułu od 2023-07 może nie być zgodna z zasadami neutralnego punktu widzenia.
Dokładniejsze informacje o tym, co należy poprawić, być może znajdują się w dyskusji tego artykułu.
 Po wyeliminowaniu niedoskonałości należy usunąć szablon [[Szablon:Dopracować|]] z tego artykułu.

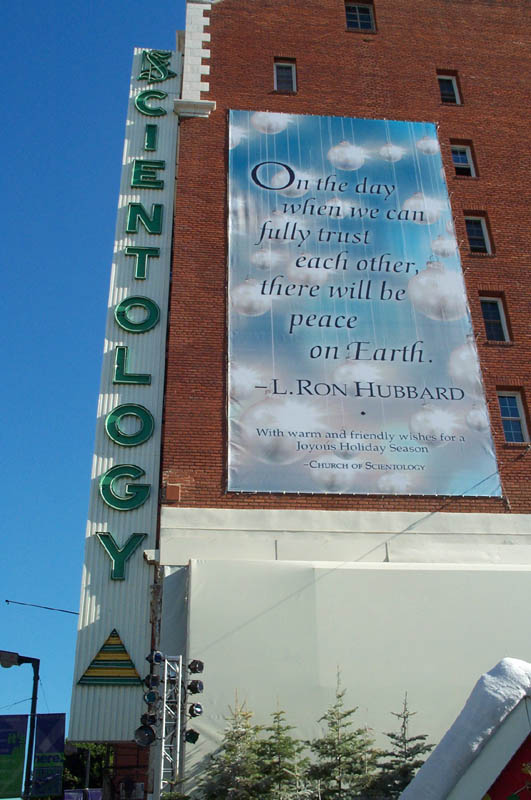
Centrum Scjentologii w Los Angeles

Scjentologia (ang. Scientology) – ruch religijny uważany również za sektę, przedsiębiorstwo lub organizację pozarządową bez charakteru religijnego.
Podstawy scjentologii zostały opracowane w 1951 przez pisarza fantastyki naukowej L. Rona Hubbarda jako alternatywa psychologii. W 1953 została ona określona przez niego jako „stosowana filozofia religijna”.
Scjentolodzy określają się jako religijna organizacja non-profit, poświęcona propagowaniu rozwoju ducha ludzkiego oraz programom doradztwa i rehabilitacji. Wielu członków tej organizacji twierdzi, że nauki Hubbarda (zwane w terminologii scjentologicznej „technologią”) uwolniły ich od uzależnień, depresji, problemów w nauce, chorób psychicznych i innych kłopotów.
Poglądy scjentologii na psychologię, psychiatrię i psychoterapię uważane są w środowisku naukowym za pseudonaukowe, według niektórych opinii jest to destrukcyjna sekta.
Byli członkowie scjentologii oskarżają organizację o zniewolenie, jak i znęcanie psychiczne oraz fizyczne. Członkowie są odseparowywani od rodzin, które namawiają, by osoby należące do Kościoła scjentologicznego „przejrzały na oczy i zrozumiały, co naprawdę się dzieje w kościele”. Część z nich opowiada o tych wydarzeniach w filmie dokumentalnym.
Sam termin „scjentologia” jest znakiem towarowym Religious Technology Center, które udziela licencji na jego użycie oraz na wydawanie dzieł Hubbarda, uważanego przez wiele środowisk za kontrowersyjnego. Po śmierci Hubbarda liderem scjentologów noszącym tytuł przewodniczącego Rady Religijnego Centrum Technologii został David Miscavige.
Od samego początku scjentologia jest przedmiotem wielu kontrowersji, ataków oraz krytyki. Jej przeciwnicy to między innymi środowiska lekarskie, Kościół katolicki oraz rządy niektórych państw. Krytycy twierdzą, że wiele jej kontrowersyjnych działań wynika bezpośrednio z nauk Hubbarda.

## Wierzenia i praktyki
Doktryny scjentologii ustalone zostały przez Hubbarda w ciągu około 33 lat, od 1952 r. aż do jego śmierci w styczniu 1986 roku. Większość podstawowych zasad ustalona została w latach 50. i 60. XX wieku.
Scjentologia to rozwinięta i przebudowana forma dianetyki, wcześniejszego systemu technik samodoskonalenia, opisanego przez Hubbarda w jego książce Dianetyka. Współczesna nauka o zdrowiu umysłowym. W połowie lat 50. Hubbard uznał dianetykę za jedną z części scjentologii. Główna różnica między dianetyką a scjentologią polega na tym, że dianetyka skupia się na obecnym życiu danej osoby i na radzeniu sobie z problemami fizycznymi, psychicznymi i emocjonalnymi oraz twierdzi, że większość obecnych problemów to reakcje na dawne traumy danego człowieka. Scjentologia przyjmuje natomiast bardziej religijne podejście, zajmując się – oprócz przezwyciężania obecnych trudności – również problemami duchowymi, takimi jak poprzednie życia, a także etyką i moralnością, zdrowiem psychicznym i jego zależnością od zdrowia duchowego, komunikacją, małżeństwem, wychowaniem dzieci, problemami w pracy, studiowaniem „technologii” i samą naturą życia.
Wierzenia scjentologów składają się z szeregu coraz bardziej zaawansowanych poziomów wiedzy ezoterycznej. Opisuje się to jako droga w górę „Mostu Całkowitej Wolności” lub po prostu „Mostu”.
Do głównych wierzeń scjentologów należą twierdzenia, iż:
- każda osoba jest nieśmiertelną istotą duchową (określaną jako thetan), która posiada ciało i umysł;
- każdy thetan przeżył już wiele żyć i żyć będzie ponownie po śmierci ciała;
- każda osoba jest z natury dobra, ale zostaje „skażona” przez chwile cierpienia;
- prawdziwe jest to, co jest prawdziwe dla ciebie; żadne wierzenia nie są na nikim wymuszane jako „prawdziwe”; zasady scjentologii powinny zostać sprawdzone i określone jako prawdziwe lub nieprawdziwe przez samych wierzących;
- scjentologia może pomóc światu na wielką skalę z takimi problemami, jak narkotyki, przestępczość, analfabetyzm, łamanie praw człowieka itp.

Scjentologowie twierdzą, że ich metodyka może pomóc każdemu osiągnąć wyższy poziom edukacji duchowej i etycznej, zwiększając jego świadomość otaczającego go świata oraz skuteczność jego działań. Prowadzić mają do tego scjentologiczne metody doradztwa duchowego. Ostatecznym celem scjentologii jest przywrócenie duszy do jej naturalnego stanu całkowitej wolności, który da jej kontrolę nad materią, energią, czasem, przestrzenią, myślami, formą i życiem. Ten stan zwany jest Operującym (działającym) Thetanem (ang. Operating Thetan), w skrócie OT.
Mimo podobnej nazwy nie ma żadnego związku między „Stowarzyszeniem Chrześcijańskiej Nauki”, zwanym chrześcijańskim scjentyzmem, a scjentologią.

### Struktura umysłu
Scjentologowie uważają, że ludzki umysł składa się z trzech części: „umysłu analitycznego”, „umysłu reaktywnego” i „umysłu somatycznego”. Hubbard opisał umysł analityczny jako część pozytywną, racjonalną i rozumującą, podczas gdy umysł reaktywny (pozostałość po przodkach zwierzęcych, zmuszająca do automatycznych zachowań w sytuacjach zagrożenia) operuje odpowiedziami na ból i nieświadome stymulacje. Umysł somatyczny odpowiada za wykonywanie poleceń umysłu analitycznego. W momentach „restymulacji”, to znaczy gdy określone bodźce dochodzące z otoczenia przypominają wcześniej przeżytą dramatyczną sytuację, umysł reaktywny przejmuje kontrolę nad umysłem somatycznym, blokując działanie umysłu analitycznego, a co za tym idzie, działa wbrew woli człowieka, powodując zachowania irracjonalne (typowe przykłady to napad wściekłości, blokada umysłu w czasie egzaminu, niechęć do konkretnej osoby bez konkretnego powodu). Umysł „analityczny” i „reaktywny” porównywane bywają błędnie do superego i id Freuda oraz do świadomości i podświadomości.

### Audytowanie

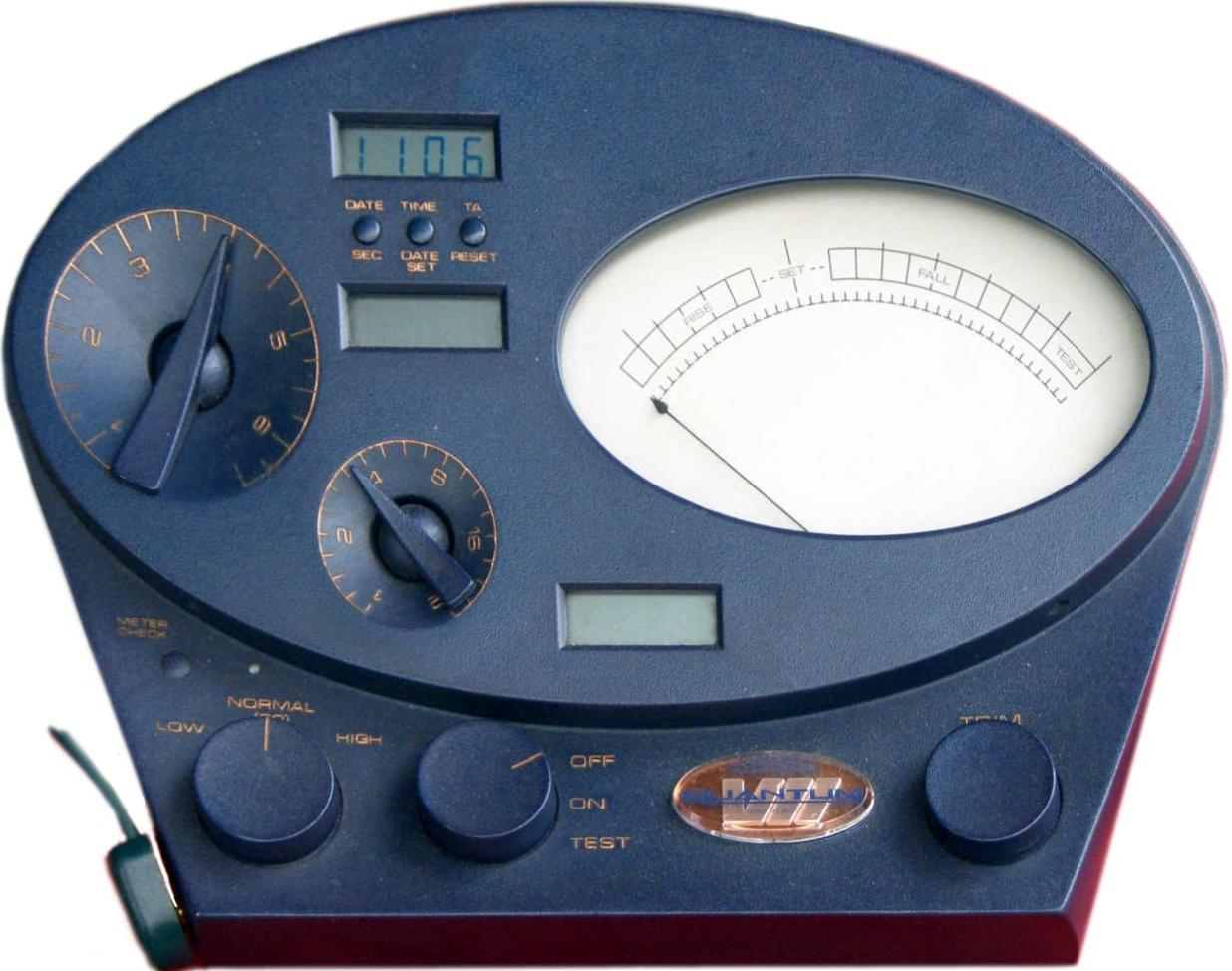
E-metr

Centralną praktyką w scjentologii jest „audytowanie” (ang. auditing z łac. audire' „słuchać”), polegające na sesjach terapeutycznych sam na sam z tzw. „audytorem” lub „doradcą”.
Audytor wykonuje dokładnie sekwencję instrukcji określoną przez Hubbarda, aby „oczyścić” umysł reaktywny z aberracji (engramów). Do audytowania wykorzystuje się urządzenie, zwane w scjentologii E-metr (ang. E-meter, urządzenie mierzące reakcję skórno-galwaniczną), które pozwala obserwować stan emocjonalny osoby audytowanej i określić, czy właśnie omawiane zdarzenie z przeszłości powoduje reakcję emocjonalną i czy jest istotne w procesie audytowania.
Procedura „oczyszczania umysłu reaktywnego” powtarzana jest tak długo, aż osoba audytowana przestaje reagować emocjonalnie na dane przeżycie z przeszłości, co oznacza uwolnienie jej od automatycznej reakcji emocjonalnej na sytuacje podobne do sytuacji przeżytej wcześniej, co można zmierzyć przy pomocy wyżej wymienionego urządzenia. Ślad przeżycia zapisany w umyśle reaktywnym nazywany engramem usuwany jest w ten sposób z umysłu reaktywnego i przesuwany jako wspomnienie do umysłu analitycznego.
Zanika typowa dla umysłu reaktywnego odruchowa reakcja na bodźce zewnętrzne. Pozwala to osobie audytowanej reagować w przyszłości na podobne sytuacje racjonalnie, a nie, jak to się wcześniej działo, np. agresją lub panicznym strachem. Trzeba przy tym zaznaczyć, że opis ten jest bardzo dużym uproszczeniem całej procedury. System ten bywa porównywany do biofeedbacku, jednakże sami scjentologowie nie używają tej terminologii podczas opisywania teorii i praktyk audytowania, ponieważ cel stosowania tego urządzenia w obu przypadkach jest zasadniczo różny.
Proces audytowania ma pomagać ludziom pozbyć się brzemienia określonych traumatycznych zdarzeń, a w zasadzie zapisów tych zdarzeń (engramów) w umyśle reaktywnym, które najczęściej związane są z bolesnym doświadczeniem zachodzącym w czasie częściowego lub całkowitego wyłączenia świadomości danej osoby, i których osoba ta nie jest w stanie sobie przypomnieć, a mimo to reaguje emocjonalnie na sytuacje podobne. Audytor zadaje osobie audytowanej pytania lub wydaje polecenia, które wywołać mają „powrót” danej osoby do określonego zdarzenia (a co za tym idzie – przypomnienie go sobie) i przeżycie go wielokrotnie na nowo – aż do momentu, gdy znikną reakcje emocjonalne. Końcowym stanem emocjonalnym jest ulga, czasem nawet euforia i pełne zrozumienie wcześniejszych zachowań irracjonalnych.
Audytowanie wymaga zrozumienia pytań i poleceń przez osobę audytowaną i przebiega lepiej, jeśli wie ona, o co chodzi. Zgodnie z „kodeksem audytora”, zawartym w Dianetyce L.Rona Hubbarda, audytorzy nie mogą sugerować, oceniać, poprawiać ani ganić odpowiedzi osób audytowanych.
Kościół scjentologiczny twierdzi, że audytowanie może zwiększyć IQ, poprawić pamięć, zredukować dysleksję i problemy z nadpobudliwością oraz pomaga się zrelaksować, jednakże przeciwnicy scjentologii twierdzą, że żadne badania naukowe tego nie zweryfikowały. Wielu przeciwników wywodzących się ze środowisk psychiatrycznych uważa, że audytowanie jest formą nielegalnie prowadzonej psychoterapii. W odpowiedzi na te zarzuty kościół twierdzi, że jest to jedynie leczenie duchowe.
Przeciwnicy scjentologii twierdzą, że podczas sesji audytowania audytor może zebrać informacje osobiste o osobie audytowanej w sposób podobny do sesji psychoterapeutycznych. W przeciwieństwie do psychologów i psychiatrów audytorzy nie są prawnie zobowiązani do zachowania takich informacji w tajemnicy, jednakże Kościół scjentologiczny utrzymuje, że informacje te nie są nikomu udostępniane. W niektórych przypadkach byli członkowie kościoła twierdzili, że informacje zebrane podczas tych sesji używane były przeciw nim, nie zostało to jednak prawnie dowiedzione.

### Trójkąt ARC
Kolejnym z podstawowych wierzeń scjentologicznych jest wiara, że istnieją trzy wzajemnie powiązane komponenty pomyślnej „żywotności” (ang. livingness): uczucia (ang. affinity, reakcje emocjonalne), rzeczywistość (ang. reality, wiedza o tym, co rzeczywiste) oraz komunikacja (ang. communication, wymiana idei). Hubbard nazwał je „Trójkątem ARC” od skrótu słów angielskich. Scjentologowie uznają ARC za podstawową zasadę organizacji ich życia, wierząc, że poprawiając jeden z aspektów trójkąta poprawiają również pozostałe dwa.

### Skala tonowa
Skala tonowa to system określania ludzkiego nastroju i zachowania poprzez różne pozycje na skali, pierwotnie opracowanej dla audytorów. Pozycje na skali tonowej zazwyczaj oznaczają emocje, ale Hubbard opisał również wiele innych rzeczy, które można określić przy pomocy poziomów tej skali, takie jak zdrowie, zachowanie seksualne, potencjał przetrwania czy zdolność radzenia sobie z prawdą. Skala tonowa używana jest przez scjentologów do oceny ludzi – im niżej ktoś jest na skali, tym bardziej skomplikowane są jego problemy codzienne i tym ostrożniej należy z nim postępować.

### Poprzednie życia
Już w dianetyce Hubbard twierdził, że „wypaczenia” ludzkiego umysłu to zakamuflowane nieświadome wspomnienia traumatycznych przeżyć i wyrzutów sumienia, z których niektóre poprzedzają obecne życie danej osoby. Ten pogląd został rozwinięty w scjentologii, gdzie Hubbard twierdzi, że thetany istnieją od miliardów lat. Przez ten czas były wystawione na cały szereg traumatycznych przeżyć i podejmowały wiele decyzji, które wpłynęły na ich stan obecny. Według jednego z wczesnych wykładów Hubbarda przypomnienie sobie każdego z tych wydarzeń jest niemożliwe i niepożądane. Dlatego też jego trzydziestoletnie rozwijanie scjentologii skupiało się na usprawnieniu procesu przywoływania jedynie kluczowych wspomnień.
Według Hubbarda niektóre z tych traum zostały celowo wszczepione w formie „implantów” przez dyktatury pozaziemskie w celu kontroli nad jednostkami. Doktryna scjentologii zawiera w sobie wiele wierzeń w cywilizacje pozaziemskie i obce interwencje na Ziemi, opisywanych łącznie przez Hubbarda jako „space opera”.

### Poziomy Thetanu Operacyjnego i incydent Xenu
Najbardziej zaawansowani scjentologowie poznają „Ukrytą Prawdę” o naturze wszechświata podczas cyklu kursów znanych jako Poziomy Zaawansowane (ang. Advanced Levels). Te poziomy są powyżej poziomu „Oczyszczenia” i ich treść utrzymywana jest wewnątrz Kościoła scjentologicznego w ścisłej tajemnicy. Najwyższe z tych poziomów to osiem poziomów Thetanu Operacyjnego, do których nowicjusz musi być gruntownie przygotowany, musi też zapłacić odpowiednią dla każdego poziomu kwotę. Najwyższy z nich, OT VIII, uzyskiwany jest jedynie na morzu, na statku Kościoła scjentologicznego Freewinds. Ze względu na status materiału dowodowego w kilku sprawach sądowych od lat 80. streszczenia i fragmenty tych tajnych tekstów ukazały się w licznych publikacjach.
W poziomach OT Hubbard opisuje pewną ilość traumatycznych wydarzeń często doświadczanych w poprzednich życiach. Opisuje, jak odwrócić ich efekty poprzez przeprowadzanie różnych procesów scjentologicznych. Spośród nich ten wyjawiony w poziomie OT III jest najczęściej cytowany przez prasę: historia Xenu, galaktycznego tyrana, który uwięził tych, których uznał za „populację nadmiarową”, załadował na samoloty kosmiczne i przewiózł na miejsce zagłady, planetę Teegeeack (Ziemię). Te samoloty wyglądały ponoć zupełnie jak Douglas DC-8, tylko z silnikami rakietowymi. Wtedy, 75 milionów lat temu, umieścił setki miliardów zamrożonych ofiar wokół wulkanów ziemskich, po czym wysadził je bombami wodorowymi oraz indoktrynował ich thetany przy pomocy gigantycznego, trójwymiarowego filmu przez 36 dni, wmawiając im kłamstwa o tym, czym są i jaki powinien być wszechświat, oraz mówiąc im, że są trzema różnymi rzeczami: Jezusem, Bogiem i Diabłem. Poddane traumie thetany wniknęły później do ludzkich ciał, ponieważ widziały razem film, co uczyniło je jednym i tym samym, w efekcie zmieniając je w pasożyty duchowe zwane „thetanami cielesnymi” (ang. body thetans), których pozbyć się można jedynie przy pomocy zaawansowanych technik scjentologicznych. Xenu jest ponoć uwięziony wewnątrz góry przez pole siłowe, zasilane przez wieczną baterię, i żyje po dziś dzień.
Według scjentologów opublikowane opisy historii Xenu i innych podobnych nauk są wyrwane z kontekstu w celu ośmieszenia ich religii. Dziennikarze i krytycy scjentologii odpowiadają na te zarzuty twierdząc, że Xenu jest częścią o wiele szerszych wierzeń scjentologów w poprzednie życia na innych planetach, z których część dostępna była publicznie przez dziesięciolecia. Na przykład w książce Hubbarda Have You Lived Before This Life (Czy żyłeś już przed tym życiem) z roku 1958 opisane są poprzednie życia jednego ze scjentologów, których wspomnienia odzyskał podczas sesji audytowania. Wśród nich był romans z robotem udającym piękną, rudowłosą dziewczynę, przejechanie przez walec drogowy kierowany przez marsjańskiego biskupa, zmiana w międzygalaktycznego morsa, który zginął spadając z latającego talerza, oraz życie jako „bardzo szczęśliwa istota, która mieszkała na planecie Nostra 23 064 000 000 lat temu”.
Choć nie istnieją wiarygodne statystyki, szacuje się, że większość scjentologów nie jest jeszcze wystarczająco wysoko na „Moście”, by dowiedzieć się o Xenu. Dlatego też, choć wiedza o Xenu i thetanach cielesnych jest ważną częścią wyższych poziomów nauk Kościoła, nie można jej uważać za jedno z głównych wierzeń większości scjentologów. Z drugiej strony jednak literatura scjentologiczna zawiera wiele odwołań do wcześniejszych żyć pozaziemskich, zaś w publikacjach wewnętrznych Kościoła scjentologicznego znaleźć można ilustracje przedstawiające statki kosmiczne oraz niejasne wzmianki o katastrofie, która zdarzyła się „75 milionów lat temu” (czyli do incydentu Xenu).

### Scjentologia a religie
Scjentologowie wdali się w konflikty z innymi grupami wyznaniowymi, takimi jak Kościół anglikański, Kościół luterański czy rosyjska Cerkiew prawosławna, które krytykowały działania i doktryny Kościoła scjentologicznego. Współpracowali oni jednak blisko z innymi grupami religijnymi podczas kampanii przeciwko prześladowaniom przez rządy różnych państw świata.
Publicznemu twierdzeniu o kompatybilności religijnej przeczą nauki scjentologiczne, dostępne na wyższych poziomach wtajemniczenia. Hubbard twierdzi w nich, że poziom uduchowienia dostępny poprzez scjentologię jest o wiele wyższy niż w jakiejkolwiek innej religii. Krytycy zarzucają, że w scjentologii „zdolności duchowe” oznaczają raczej „mistyczne moce” niż „pokój ducha”. Sam Hubbard ostrzegał przed niemądrym lub niewłaściwym wykorzystaniem tych mocy w książce History of Man (Historia człowieka).
Ze względu na tajność tekstów scjentologicznych wyższego poziomu bardziej ezoteryczne nauki, dostępne jedynie zaawansowanym członkom kościoła, które stara się on utrzymać w tajemnicy, nie zawsze są zgodne z naukami początkowymi. Jeśli dana osoba osiągnie dostatecznie wysoki „poziom”, by uzyskać dostęp do nauk bardziej ezoterycznych (co udaje się jedynie mniejszości), poznaje również pewne tajne doktryny. Pewnego rodzaju potwierdzeniem stanowiska Kościoła scjentologicznego, że jest on wyższy od wszelkich innych religii, jest następujący fragment jego podania o ulgi podatkowe w Stanach Zjednoczonych:
„Choć żadna zasada w Tekstach nie wymaga bezpośrednio porzucenia przez scjentologów ich wierzeń religijnych ani członkostwa w innych kościołach, w praktyce oczekuje się, że to zrobią; w pełni poświęcić się scjentologii można jedynie przez wykluczenie innych wierzeń. Oczekuje się od nich jako od scjentologów, że odpowiedzi na fundamentalne pytania o swoje istnienie oraz oświecenia szukać będą jedynie w Tekstach scjentologicznych.”
Krytycy scjentologii twierdzą, że wybrana grupa zaawansowanych członków Kościoła scjentologicznego ostatecznie dowiaduje się, że Hubbard nie pozostawił wątpliwości co do swojego stosunku do innych religii. W niektórych z tekstów przeznaczonych jedynie dla tej wybranej grupy twierdzi on, że Jezus Chrystus nigdy nie istniał, ale został wszczepiony do kolektywnej pamięci ludzkości przez Xenu 75 milionów lat temu i że chrześcijaństwo było „operacją entheta (zła)”, kierowaną przez istoty zwane Targami (Hubbard, Electropsychometric Scouting: Battle of the Universes, kwiecień 1952), co jednoznacznie identyfikuje Jezusa i chrześcijaństwo jako siły zła, nie siły dobra. Należy jednak ponownie zaznaczyć, że o istnieniu tych tekstów dowiadujemy się przede wszystkim od przeciwników scjentologii i że według nich teksty te znane są jedynie małej grupie wyznawców.
Według Hubbarda islam również był rezultatem pozaziemskiego implantu pamięciowego zwanego Emanatorem, którego artefaktem jest ponoć Al-Kaaba. Według niego główne religie nie zrealizowały swych najważniejszych celów: „Można idealizować ubóstwo i utożsamiać mądrość z żebraczymi miskami lub cnotę z niskim stanem posiadania. Jednakże wszyscy ci, którzy to robili (buddyści, chrześcijanie, komuniści i inni fanatycy) skończyli w martwym punkcie lub wkrótce tam trafią.” (Hubbard, 21 stycznia 1965).
Rudowłosy Hubbard czasem identyfikował siebie z Maitreją, Buddą przyszłości, który opisywany był w tekstach buddyjskich jako „człowiek z zachodu z włosami jak płomienie, który przybędzie około 2500 lat po pierwszym Buddzie”. (Hubbard, Hymn of Asia, 1952).

## Inspiracje i początki
Niedługo przed pierwszymi publikacjami dianetycznymi Hubbard związany był z okultystą Jackiem Parsonsem, z którym wspólnie praktykował rytuały rozwinięte przez Aleistera Crowleya. Według Lawrence’a Wrighta, amerykańskiego dziennikarza, istnieją podobieństwa między tekstami Hubbarda a doktrynami Crowleya, choć Kościół scjentologiczny zaprzecza jakimkolwiek związkom. Hubbard nie zaprzeczał jednak wpływom na scjentologię systemu semantyki ogólnej, stworzonego w latach 30. XX wieku przez Alfreda Korzybskiego. W scjentologii widać również wpływy hinduistycznego pojęcia karmy oraz mniej metafizycznych teorii Zygmunta Freuda, Carla Junga i Williama Sarganta.
Środowiska psychiatryczne atakowane były przez Hubbarda przede wszystkim za stosowanie elektrowstrząsów, lobotomii, leukotomii transorbitalnej polegającej na niszczeniu płatów czołowych przy pomocy szpikulca wprowadzonego przez oczodoły i poddawanie w tym czasie pacjenta elektrowstrząsom oraz wiele innych technik, które stosowano w momencie pierwszego wydania Dianetyki w szpitalach amerykańskich, a które nie służyły według scjentologów dobru pacjenta.
Hubbard wielokrotnie oskarżany był o przyjęcie religijnej fasady dla scjentologii jedynie w celu utrzymania ulg podatkowych i uniknięcia odpowiedzialności karnej za nielicencjonowane praktyki medyczne. Podobne oskarżenia wciąż się pojawiają, zwłaszcza że niektórzy pisarze science fiction twierdzą, iż słyszeli wielokrotnie, jak Hubbard powtarzał, że najlepszą drogą do wzbogacenia się jest założenie religii.
Samo słowo „scjentologia” również ma swoją historię. Choć obecnie jest utożsamiane prawie wyłącznie z dziełami Hubbarda, zostało wymyślone przez filologa Allena Upwarda w roku 1907 jako synonim „pseudonauki”. W 1934 roku argentyńsko-niemiecki pisarz Anastasius Nordenholz wydał książkę, w której słowo to zostało użyte w pozytywnym znaczeniu: Scientologie, Wißenschaft von der Beschaffenheit und der Tauglichkeit des Wißens (niem. Scjentologia, nauka o istocie i zastosowaniu wiedzy''). Książka Nordenholza skupia się na studiowaniu świadomości i jego użycie słowa jest podobne do definicji Hubbarda, „wiedza o tym, jak wiedzieć”. Nie wiadomo jednak, do jakiego stopnia Hubbard zdawał sobie sprawę z wcześniejszego użycia tego słowa, które samo w sobie jest połączeniem łacińskiego słowa scientia („wiedza”, „umiejętność”), które pochodzi od czasownika scire („wiedzieć”) oraz greckiego λογος lógos („rozum”, „głęboka myśl” lub „logika”). W wykładzie wygłoszonym 19 lipca 1962 roku, zatytułowanym „The E-meter”, Hubbard powiedział:
„Więc Suzie i ja poszliśmy do biblioteki i zaczęliśmy przetrząsać książki w poszukiwaniu słów. W końcu znaleźliśmy słowa ‘scio’ oraz ‘logia’. Stąd właśnie pochodzi to słowo. Cóż, słowo to było już wcześniej w użyciu. Pewni ludzie myśleli już o tym koncepcie. Właściwie to nasze pierwotne badania nad tym wszystkim nie miały do pewnego momentu żadnej nazwy, a potem nazywałem je na wszelkie możliwe sposoby. W końcu jednak uznaliśmy, że to słowo scjentologia – a mogło to właściwie być dowolne inne wcześniej używane słowo – najlepiej nadawało się do tego, co chcieliśmy tym słowem nazwać.”
Według niektórych pogłosek scjentologia została wymyślona w wyniku zakładu między pisarzami science fiction. Według niektórych wersji tej historii drugim uczestnikiem zakładu był Kurt Vonnegut, zaś według innych Robert A. Heinlein.

## Krytyka
W wielu krajach działalność Kościoła scjentologicznego budzi wiele kontrowersji i sprzeciwów, padają oskarżenia o oszustwa i przestępstwa. W Australii działalnością scjentologów zajmował się Senat i wypowiadał się premier rządu. Podobne oskarżenia rozpatrywane były we Francji i Belgii. W innych krajach, jak Hiszpania, USA czy Wielka Brytania, jest uznawany przez prawo za kościół.
W filmie Wiara czyni czuba z roku 2008 Bill Maher krytykuje scjentologię i pojawia się na Speakers’ Corner w Hyde Parku w Londynie w przebraniu, rozgłaszając jej dogmaty.
We Francji Kościół scjentologiczny został uznany za organizację przestępczą, a jego francuski przywódca Alain Rosenberg został skazany na karę 2 lat pozbawienia wolności w zawieszeniu.